# 野燕麦
野燕麦（学名：Avena fatua）为禾本科燕麦属下的一种植物，为一种常见的杂草。

## 形态
草本植物，高30～150厘米。须根，茎丛生；叶鞘松弛，没有叶耳，叶舌大而透明，这些与麦苗不同；圆锥花序；小穗下垂；纺锤形颖果，被有淡棕色柔毛。